# Liste der Naturschutzgebiete im Kreis Herzogtum Lauenburg
Im Kreis Herzogtum Lauenburg gibt es 29 Naturschutzgebiete.
| Name des Gebietes                                                                                                   | Bild           | Kennung | WDPA      | Landkreis / Stadt                         | Beschreibung / Bemerkungen | Standort | Fläche in Hektar | Datum der Verordnung      |
| --- | -------------- | ------- | --------- | ----------------------------------------- | -------------------------- | -------- | ---------------- | ------------------------- |
| Besenhorster Sandberge und Elbsandwiesen                                                                            | weitere Bilder | 143     | 162397    | Kreis Herzogtum Lauenburg                 |                            | Position | 150              | 14.12.1993 u. 27.01.2011  |
| Billetal | weitere Bilder | 122     | 378060    | Kreis Herzogtum Lauenburg, Kreis Stormarn |                            | Position | 176              | 14.08.1987                |
| Borstgrasrasen bei Alt-Mölln                                                                                        | weitere Bilder | 113     | 162515    | Kreis Herzogtum Lauenburg                 |                            | Position | 13               | 23.12.1985                |
| Büchener Sander | weitere Bilder | 150     | 162609    | Kreis Herzogtum Lauenburg                 |                            | Position | 100              | 12.12.1990                |
| Culpiner See |                | 159     | 162686    | Kreis Herzogtum Lauenburg                 |                            | Position | 30               | 08.10.1993                |
| Dalbekschlucht | weitere Bilder | 165     | 162694    | Kreis Herzogtum Lauenburg                 |                            | Position | 66               | 22.12.1994                |
| Ehemalige Baggergrube östlich Basedow                                                                               | weitere Bilder | 151     | 162857    | Kreis Herzogtum Lauenburg                 |                            | Position | 57               | 16.12.1991                |
| Goldenseeufer, Heidberg und Umgebung                                                                                |                | 162     | 163276    | Kreis Herzogtum Lauenburg                 |                            | Position | 136              | 17.09.2009                |
| Grönauer Heide, Grönauer Moor und Blankensee                                                                        | weitere Bilder | 201     | 378091    | Kreis Herzogtum Lauenburg, Stadt Lübeck   |                            | Position | 367              | 16.04.2013                |
| Hakendorfer Wälder                                                                                                  |                | 210     | 555700714 | Kreis Herzogtum Lauenburg                 |                            | Position | 124              | 24.04.2017                |
| Hellbachtal mit Lottsee, Krebssee und Schwarzsee                                                                    | weitere Bilder | 130     | 163620    | Kreis Herzogtum Lauenburg                 |                            | Position | 157              | 22.07.1987                |
| Hevenbruch |                | 188     | 318543    | Kreis Herzogtum Lauenburg                 |                            | Position | 173              | 01.04.2003                |
| Hohes Elbufer zwischen Tesperhude und Lauenburg                                                                     | weitere Bilder | 142     | 163750    | Kreis Herzogtum Lauenburg                 |                            | Position | 455              | 12.01.1993                |
| Kittlitzer Hofsee und Umgebung                                                                                      |                | 195     | 329666    | Kreis Herzogtum Lauenburg                 |                            | Position | 178              | 27.10.2008                |
| Lanken |                | 203     | 389619    | Kreis Herzogtum Lauenburg                 |                            | Position | 256              | 14.03.2013                |
| Lankower Seeufer, Grammsee und Umgebung                                                                             |                | 160     | 164376    | Kreis Herzogtum Lauenburg                 |                            | Position | 193              | 08.11.1994                |
| Lauenburger Elbvorland                                                                                              |                | 168     | 164399    | Kreis Herzogtum Lauenburg                 |                            | Position | 57               | 19.04.1995                |
| Maura und Krukenbek                                                                                                 |                | 208     | 555588700 | Kreis Herzogtum Lauenburg                 |                            | Position | 84               | 19.11.2013                |
| Mechower Seeufer und angrenzende Flächen                                                                            | weitere Bilder | 152     | 164592    | Kreis Herzogtum Lauenburg                 |                            | Position | 111              | 04.11.1992 und 15.07.2013 |
| Oldenburger See und Umgebung                                                                                        |                | 127     | 164940    | Kreis Herzogtum Lauenburg                 |                            | Position | 123              | 24.09.1986                |
| Ostufer des Großen Ratzeburger Sees                                                                                 | weitere Bilder | 169     | 164968    | Kreis Herzogtum Lauenburg                 |                            | Position | 231              | 12.08.1995                |
| Pantener Moorweiher und Umgebung                                                                                    | weitere Bilder | 173     | 164974    | Kreis Herzogtum Lauenburg                 |                            | Position | 147              | 02.03.2000                |
| Ritzerauer Hofsee und Duvenseebachniederung                                                                         |                | 191     | 329592    | Kreis Herzogtum Lauenburg                 |                            | Position | 132              | 30.07.2004                |
| Salemer Moor mit angrenzenden Wäldern und Seen                                                                      | weitere Bilder | 4       | 82473     | Kreis Herzogtum Lauenburg                 |                            | Position | 690              | 05.07.2006                |
| Schaalsee mit Niendorfer Binnensee, Priestersee und Großzecher Küchensee, Phulsee, Seedorfer Küchensee und Umgebung | weitere Bilder | 129     | 555588698 | Kreis Herzogtum Lauenburg                 |                            | Position | 1802             | 16.12.1994                |
| Stecknitz-Delvenau-Niederung                                                                                        | weitere Bilder | 189     | 319139    | Kreis Herzogtum Lauenburg                 |                            | Position | 617              | 27.02.2002                |
| Steinerne Rinne und Mechower Holz                                                                                   |                | 176     | 329648    | Kreis Herzogtum Lauenburg                 |                            | Position | 207              | 02.08.2004                |
| Talhänge bei Göttin                                                                                                 |                | 133     | 165819    | Kreis Herzogtum Lauenburg                 |                            | Position | 72               | 29.03.1990                |
| Trendelmoor | weitere Bilder | 134     | 165942    | Kreis Herzogtum Lauenburg                 |                            | Position | 13               | 20.11.1987                |
| Wakenitz | weitere Bilder | 177     | 319270    | Kreis Herzogtum Lauenburg, Stadt Lübeck   |                            | Position | 607              | 20.04.1999                |

## Quelle
- www.schleswig-holstein.de,Liste Naturschutzgebiete (Version vom Januar 2016)
- Common Database on Designated Areas Datenbank, Version 14